# Raritetskabinet
Et raritetskabinet (også kendt som kunstkabinet, kunstkammer og Wunderkammer) var en encyklopædisk samling af genstande, hvis egentlig katalogisering endnu ikke var fast defineret i renæssancen i Europa. Moderne terminologi ville katalogisere dem under naturhistorie (nogle gange falske), geologi, etnografi, arkæologi, religiøse eller historiske relikvier, kunstgenstande (inklusive kabinetmalerier) og antikviteter.
"Kunstkammeret blev betragtet som et mikrokosmos eller teater for verden og et mindemuseum. Kunstkammeret viste på symbolsk vis ejerens kontrol over verden igennem den indendørs mikroskopiske genskabelse." Fra Charles 1.'s samling konkluderede Peter Thomas kortfattet "Kunstkabinettet selv var en form for propaganda" Bortset fra de mest berømte og bedst dokumenterede raritetskabinetter skabte medlemmer af købmandsklassen og tidlige udøvere af naturvidenskab i Europa flere samlinger, der var forløberne for moderne museer.

## Historie
Termen kabinet betød et rum og ikke et møbel. Det klassiske raritetskabinet begyndte at vinde frem i 1500-tallet, selv om mere elementære samlinger havde eksisteret endnu tidligere. Den tysk-romerske Kejser Rudolf 2. (regerede 1576–1612) havde en samling i Hradschin i Prag, der var den største nord for Alperne. Der kunne han trække sig tilbage men samtidig viste det hans imperies vigtighed og magt i de symbolske opstillinger i udstillingen, der cermonielt blev fremvist for besøgende diplomater og andre vigtige personer. Rudolfs onkel, Hertug Ferdinand 2., havde også en samling, der lagde særlig vægt på malerier af personer med interessante deformiteter. Størstedelen af denne samling er intakt og findes i Kunst- und Wunderkammer på Schloss Ambras i Innsbruck i Østrig.
Den tidligste afbildning af et naturhistorisk kabinet er et kobberstik i Ferrante Imperatos Dell'Historia Naturale (Napoli 1599). Den tjener til at underbygge forfatterens troværdighed som kilde til naturhistorisk information, idet den viser hans åbner bogreol til højre, som har mange forskellige bøger liggende eller stående, eller med rygge opad, for at beskytte siderne mod støv. Nogle af bøgerne repræsenteret er herbarium. Alle overflader på det hvælvede loft er dækket med udstoppede fisk, udstoppede pattedyr, skaller og muslinger, en udstoppet krokodille er ophængt i midten. koraller er opstillet på bogreolen. Til venstre er rummet lavet som et studiolo med et antal inbyggede kabinetter, hvis låger kan åbnes og afslører fuglereder med mineraler. Over dem står udstoppede fugle mod paneler med indlagte kvadratisk stykke sten, sandsynligvis i marmor og jade eller med nicher til forskellige arter. Over den er en række skabe, der indeholder kasser, æsker og tildækkede krukker.
To af de mest berømte og videst beskrevne kabinetter fra 1600-tallet tilhørte Ole Worm, kaldet Olaus Wormius (1588–1654) og Athanasius Kircher (1602–1680). Disse kabinetter var fyldt med udstoppede dyr, horn, stødtænder, skeletter, mineraler samt interessante menneskeskabte objekter; skulpturer, ure og urværker, etnografiske arter fra eksotiske lokationer. Ofte indeholdte de både virkelige ting og fiktive dimser som tilsyneladende mytologiske væsner. Worms samling indeholder f.eks. hvad han troede var et Scythisk lam, en ulden bregne man troede var en plante/får. Han var identificere, at en narhvalstand kom fra en hval og ikke en enhjørning, som de fleste troede. Eksemplarer af denne art blev ofte indsamlet under opdagelsesrejser eller handelsrejser.
I anden halvdel af 1700-tallet styrede Belsazar Hacquet (ca. 1735–1815) et naturhistorisk museum (tysk: Naturalienkabinet) i Ljubljana, den daværende hovedstad i Carniola. Dette blev anerkendt over hele Europa og blev besøgt af de fineste kongelige, heriblandt den tyskromerske kejser Josef 2., den russiske storhertug Paul og Pave Pius 6., samt besøg af tidens mest berømte naturalister som Francesco Griselini og geologen Franz Benedikt Hermann. Hacquet udstillede adskillige mineraler, bl.a. kviksølv fra Idrijaminen, et herbarium vivum med over 4.000 eksempler på planter fra både Carniolan og udlandet, et mindre antal dyr, et bibliotek med litteratur om naturhistorie og medicin samt et anatomisk teater.
Raritetskabinetter tjente ofte udgangspunkt for videnskabelige opdagelser, når billeder af deres indhold blev publiceret. Kataloget fra Worms samling med titlen Museum Wormianum (1655), brugte samlingens genstande som udgangspunkt for Worms spekulationer om filosofi, naturhistorie og andet.
I 1587 rådgav Gabriel Kaltemarckt Christian 1. af Sachsen om at tre typer genstande altid måtte findes i et Kunstkammer eller kunstsamling; for det første skulpturer og malerier; for det andet kuriositeter fra hjemlandet og udlandet; og for det tredje "gevir, horn, klør, fjer og andre ting der kommer fra sære og interessante dyr". Da Albrecht Dürer besøgte Holland i 1521 sendte han, udover kunstværker, forskellige dyrehorn, et stykke koral, nogle store fiskefinner og et trævåben fra Ostindien tilbage til Nürnberg. Den mere karakteristiske blanding af interessante genstande repræsenteret på Frans 2. Franckens maleri fra 1636 (illustrationen tv.) viser malerier på væggen, der går fra landskabe til portrætter og religiøse motiver (Adoration of the Magi) blandet med konserverede tropiske fisk, udskårne perler, sandsynligvis i rav, som er af både kostbar og naturhistorisk værdi. Både klassiske og sekulære skulpturer (ofringen af Liberie, en romersk fertilitetsgudinde) på den ene side, og moderne og religiøse (Christ at the Column) er repræsenteret, mens der på bordet er fremlagt en række eksotiske ting, som bl.a. muslingeskaller og en hajtand, miniatureportrætter, ædelsten med perler, et sæt tegninger og et stilleben-malerie der læner sig op af en blomsterdekoration, mønter og medaljer, romerske terrakottalamper og besynderlige flasker, samt mingvase.
Raritetskabinetter var begrænset til dem, der havde råd til at skabe og vedligeholde dem. Mange monarker opbyggede store samlinger. Blandt disse eksempler er en samling opbygget af Francesco 1.s Studiolo, der var den første storhertug af Toscana fra Medici-familien. Frederik 3., der tilføjede Worms samling til sin egen efter Worms død, var en anden af disse monarker, som indsamlede og udvidede sin samling. Kunstkamera blev grundlagt af Peter den Store i Sankt Petersborg i 1714. Mange genstande blev købt i Amsterdam fra Albertus Seba ogFrederik Ruysch. Habsburgernes storslåede kejserlige samling inkluderede vigtige aztetiske genstande, heriblandt Montezuma hovedbeklædning af fjer eller Montezumas krone, der nu findes på Wiens Etnografiske Museum.
Lignende samlinger i mindre skala var komplekse Kunstschränke, der blev produceret i begyndelsen af 1600-tallet af Philipp Hainhofer, der var købmand, diplomat og samler i Augsburg. Disse kabinetter var møbler, der var fremstille i forskellige eksotiske og dyre materialer, og herefter fyldt med genstande og dekorationer der skulle reflektere over hele kosmos i en miniatureskala. Det bedst bevarede eksempel på et sådant kabinet, er et som blev givet til kong Gustav Adolf af Sverige i 1632 fra byen Augsburg. Det er udstillet på Museum Gustavianum i Uppsala. Det moderne møbel Curio kabinettet er en version af de mere storslåede historiske eksempler.
Sammenstillingen af de mange forskellige objekter tilskyndede ifølge Horst Bredekamps analyse (Bredekamp 1995) til sammenligninger og at finde paralleller, og var med til at ændre det kulturelle syn på verden fra at være statisk til at være dynamisk hvor naturhistorie konstant ændredes og til at give et historisk perspektiv, der bidrog til den naturvidenskabelige tankegangs fremmarch i 1600-tallet.
Et senere eksempel på sammenligninger af naturmaterialer var Grünes Gewölbe, der blev skabt af Augustus den Stærke i Dresden, til at fremvise hans raritetskabinet. "Enlightenment Gallery" på British Museum, der er indrettet i det tidligere "Kings Library"-værelse i 2003, fejrer 250-året for museet og søger at genskabe overfloden og diversiteten, der stadig karakteriserede museer i midten af 1700-tallet. En blanding af muslinger, stenprøver og botaniske planter blev udstillet sammen med kunstgenstande og menneskeskabte genstande fra hele verden.
I 1600-tallet sprogbrug på både fransk og engelsk blev et kabinet ensbetydende med en samling af kunst, som også kunne inkludere forskellige virtù eller virtuos der skulle være intellektuelt stimulerende. I 1714 udgav Michael Bernhard Valentini et tidligt museologisk værk, Museum Museorum, der var en beretning om de kendte kabinetter og deres indhold.
Nogle dele af de tidlige universelle samlinger, de bizarre eller besynderlige biologiske prøver, uanset om ægte eller falske, og de mere eksotiske historiske genstande, kunne blive en del af et kommercielt freak show.

### England
Sir Hans Sloane (1660–1753) var en engelsk læge og medlem af Royal Society og Royal College of Physicians, samt grundlægger af British Museum i London. Han begyndte sporadisk at indsamle planter i England og Frankrig, mens han studerede medicin. I 1687 tilbød Hertugen af Albemarle Sloane en stilling som personlig læge i Vestindiens flåde i Jamaica. Han accepterede og tilbragte 15 måneder på at indsamle og katalogisere områdets planter, dyr og forskellige kuriositeter (kulturelle genstande fra de indfødte og den afrikanske befolkning) på Jamaica. Dette blev grundlaget for hans tobinds værk Natural History of Jamaica, der blev udgivet i 1707 og 1725. Sloane returnerede til England i 1689 med over 800 eksemplarer af planter, som han monterede på tykt papir i hans ottebinds herbarium. Han forsøgte også at tage levende dyr med tilbage (bl.a. slanger, en alligator og en leguan), men de døde alle inden han nåede England.
Sloane katalogiserede omhyggeligt sin samling, og lavede omfattende lister over de fleste af eksemplarerne og genstandene i hans samling. Han begyndte også at anskaffe sig andre samlinger enten som gaver eller ved opkøb. Herman Boerhaave gav ham fire bind med planter fra Boerhaaves haver i Leiden. I 1702 testamenterede William Charleton adskillige bøger med fugle, fisk, blomster og muslingeskaller til Sloane. Derudover fik han også Charletons museum der bestod forskellige kuriositeter, miniaturemalerier, insekter, medaljer, dyr, mineraler, ædelstene og genstande i rav. Sloane købte Leonard Plukenets samling i 1710. Den bestod af 23 bøger, der indeholdte over 8.000 planter fra Afrika, Indien, Japan og Kina. Mary Somerset (1630-1715) efterlod ham 12 bøgers herbarium fra hendes haver i Chealsea og Badminton ved hendes død i 1714. Pastor Adam Buddle gav Sloane 13 bind med britiske planter. I 1716 købte Sloane sig Englebert Kaempfers bøger med japanske planter og James Petivers museum med omkring 100 bøger med planter fra Europa, Nordamerika, Afrika, Mellemøsten, Indien og Orienten. Mark Catesby gav ham planter fra Nordamerika og Vestindien fra en ekspedition, som Sloane havde bekostet. Philip Miller gav ham 12 bøger med planter fra Chelsea Physic Garden.
Sloane anskaffede sig omkring 350 forskellige genstande fra de nordamerikanske indianere, eskimoer, fra Sydamerika, Lapland, Sibirien, Ostindien og Vestindien,, inklusive ni genstande fra Jamaica. "Disse etnologiske genstande var vigtige, fordi de grundlage samlingen på British museum der blev udvidet kraftigt med kaptajn James Cooks ekspeditioner i Oceanien og Australien og den hurtige ekspansion af det britiske imperium." Ved sin død i 1753 testamenterede Sloane sin store samling med 337 bøger til England for £20.000. I 1759 blev Georg 2.'s kongelige bibliotek tilføjet til Sloanes samling og dannede grundlag for British Museum.
John Tradescant den ældre (ca. 1570'erne–1638) var en gartner, naturforsker og botaniker, der var ansat af Hertugen af Buckingham. Han samlede planter, blomsterløg, blomster, vinstokke og frugttræer fra Rusland, Levanten, Algeriet, Frankrig, Bermuda, Caribien og Ostindien. Hans søn, John Tradescant den yngre (1608–1662) rejste til Virginia i 1637 og samlede blomster, planter, muslingeskaller og en indiansk kappe af dyreskind som man mener har tilhørt Powhatan, der var far til Pocahontas. Far og søn samlede, udover botanske eksemplarer, også zoologiske eksemplarer (bl.a. dodoen fra Mauritius, kæben fra en hvalros og bæltedyr), forskellige kuriositeter (bælter fra Wampumstammen, portrætter, elfenben, våben, kostume, orientalsk fodtøj, og udskårne paneler i alabast) og andre genstande (en hånd fra en havfrue, et drageæg, to fjer fra en fønikshale, et stykke fra kurset Jesus blev korsfæstet på og et glas med blod fra Isle of Wight. I 1630'erne udstillede Tradescants deres samling i deres bopæl i South Lambert. Den blev kendt som "Tradescant's Ark" og det var det tidligste store raritetskabinet, der blev åbnet for offentligheden for et mindre beløb i entre.
Elias Ashmole (1617–1692) var en advokat, kemiker, antikvar, frimurer og medlem af Royal Society med en særlig interesse for astrologi, alkymi og botanik. Ashmole var også nabo til Tradescant i Lambeth. Han finansierede udgivelsen af Musaeum Tradescantianum, der var et katalog over Arkens samling i 1656. Ashmole, der også var samler, overtog Tradescant's Ark i 1659 og tilføjede den til sin egen samling af astrologisk, medicinsk og historiske manuskripter. I 1675 donerede han sit bibliotek og samling, samt Tradescants samling til University of Oxford, mod at der blev stillet en passende bygning til rådighed, hvor det hele kunne opbevares. Ashmoles donation dannede grundlag for oprettelsen af Ashmolean Museum i Oxford.
Raritetskabinetter kan nu findes på Snowshill Manor og konceptet er blev genfortolket på The Viktor Wynd Museum of Curiosities, Fine Art & Natural History

#### Social funktion
Raritetskabinetter har ikke kun fungeret som samlinger for ejeren, men har også haft den sociale funktion at skabe og opretholde sociale niveauer i samfundet. Det siges, at der er to overordnede typer af kabinetter. Som R. J. W. Evans skriver var der dels "det royale kabinet, der hovedsageligt tjener en repræsentatorisk funktion, og domineret af æstetiske betragtninger og markant forkærlighed for det eksotiske", og dels det mindre grandiose, "den mere beskedne samling fra den humanistiske lærde eller virtuoso, der tjente mere praktiske og videnskabelige formål." Evans forklarer yderligere at der “ikke eksisterede en
klar sondring mellem de to kategorier: al indsamling var præget af nysgerrighed, hyldet ind i godtroenhed, og ved en slags universel underliggende design".
Udover at raritetskabinetterne tjente til at etablere en socioøkonomisk status for dets ejer, fungerede de også som underholdning, og særligt illustreret ved Royal Societys forhandlinger, hvis tidlige møder ofte var åbent for ethvert medlem til at fremvise sine forskningsresultater. Selvom disse fremvisninger kan virke både uddannende og undersøgende er det vigtigt at holde sig for øje, at medlemmer i denne periode støttede ideen om "indlært underholdning",” eller ensretning af læring med underholdning. Dette var ikke usædvanligt, da Royal Society havde en historie med forkærlighed for det fantastiske. Denne forkærlighed blev udforsket af filosofferne i 1700-tallet, for at kunne fastholde deres lytteres opmærksomhed under fremvisningerne.
Steder med udstillinger og nye samfundsgrupper der fremviste naturvidenskab synes også at have sat gang i ideen om perfekt dannelse.Nogle forskere foreslog at det var "en reaktion mod dogmatismen og entusiasmen fra den engelske borgerkrig og interregum [sic]." Dette træk mod høflighed satte restriktioner for, hvordan man børe opføre sig og interagere socialt, hvilket gjorde det muligt at skelne det høflige fra det almindelige eller mere vulgære medlem af samfundet. Udstillinger med rariteter (da de typisk var specielle og af fremmed herkomst), tiltrak et stort publikum, som "[gjorde] dem mere egnede emner til høflige diskussioner i Society.” Et emne blev betragtet som mindre egnet til høflig diskussion, hvis kuriositeten, der blev udstillet, blev akkompagneret af for meget andet baggrundsmateriale, da det indskrænkede muligheden for egne fortolkninger og udforskning af ideer om genstanden eller udstillingen. Derfor havde mange fremvisninger blot en kort beskrivelse af fænomenet og undlod enhver form for uddybning.
Quentin Skinner beskriver det tidlige Royal Society som “noget langt mere som en gentleman's club", hvilket er noget som bliver støttet af John Evelyn, der beskriver Royal Society som “en samling af mange hæderlige gentlemen, som mødes sammen under hans Majestæts kendskab; og underholder sig selv, mens deres andre hjemlige sysler eller offentlige virksomhed fratager dem fra altid at være i selskab med lærde, og de kan ikke bo på universiteterne for evigt."

### USA
Thomas Dent Mütter (1811–1859) var en tidlig amerikansk pioner inden for plastikkirurgi. Hans speciale var at reparere medfødte misdannelser, hareskår i læbe og gane og klumpfod. Han samlede også på medicinske kuriositeter, tumorer, anatomiske og patologiske eksemplarer, våde og tørre genstande, voksmodeller, gipsafstøbninger og illustrationer af medicinske deformiteter. Denne samling begyndte som et undervisningsværktøj for unge medicinstuderende. Umiddelbart inden Mütters død i 1859 donerede han 1.344 genstande til American College of Physicians i Philadelphia, sammen med en donation på $30.000 til vedligehold og udvidelse af hans museum. Mütters samling blev tilføjet til 92 patologiske genstande, der var indsamlet af doktor Isaac Parrish mellem 1849 og 1852. Mütter Museum begyndte at indsamle antikt lægeudstyr i 1871, inklusive Benjamin Rush' lægetaske og Florence Nightingales syværktøj. I 1874 anskaffede museet 100 menneskekranier fra den østrigske anatom og frenolog Joseph Hyrtl (1810–1894); et lig fra 1800-tallet kaldet "soap lady" (sæbekvinden); den sammenvoksede lever og dødsafstøbning af Chang og Eng Bunker, de siamesiske tvillinger og i 1893 Grover Clevelands kæbetumor. Mütter Museum er et godt eksempel på 1800-tallets groteske kabinet med medicinske kuriositeter.
P. T. Barnum overtog Barnum's American Museum fordelt på fem etage i New York, og den "fastholdt traditionen for kuriositeter for godtroende, ofte langsomme skarer - Barnums' berømte men snedige metode til effektivt at kontrollere masserne ved at skrive et skilt med teskten "DENNE VEJ TIL UDGANGEN!" ved udgangsdøren". Som ordet for "UDGANGEN" brugte han "THE EGRESS" (og ikke "THE EXIT"), hvilket blev misforstået af mange, der fulgte skiltet i den tro, at der var tale om endnu en spændende genstand i museet.
I 1908 dannede erhvervsfolk fra New York Hobby Club, der var en middagsklub begrænset til 50 personer, således at de kunne fremvise deres wunderkabinet og særlige samlinger. Disse inkluderede litterære samlinger, inkunabler; antikviteter som gamle rustninger; ædelsten og geologisk ting af interesse. Årlige middage blev også brugt til at åbne de forskellige samlinger og lade de andre medlemmer af klubben inspicere den.

## Bemærkelsesværdige samlinger startet på denne måde
- Ashmolean Museum Oxford — Ashmole og Tradescants samlinger
- Boerhaave Museum i Leiden
- British Museum London — Sir Hans Sloane's and other collections
- Chamber of Art and Curiosities på Ambras Castle i Østrig fremstår for størstedelen intakt
- Fondation Calvet, Avignon
- Grünes Gewölbe i Dresden
- Kunstkamera i Sankt Petersborg, Rusland
- Pitt Rivers Museum (Oxford, England) — Ex-Ashmolean dodo
- Teylers Museum i Haarlem
- Museo Poldi Pezzoli i Milano

## I moderne kultur
I Los Angeles, Californien forsøger det moderne Museum of Jurassic Technology anakronistisk at genskabe stemningen af forundring som gamle raritetskabinetter har skabt. I Spring Green, Wisconsin, har man i Alex Jordan hus og museum, kendt som House on the Rock, også skabt en en moderne fortolkning af raritetskabinettet, særligt i samlingen med automater. I Bristol, Rhode Island, har Musée Patamécanique præsenteret deres udstillinger som en hybrid mellem et automatteater og et raritetskabinet, og det indeholder værker der repræsenterer patamekanik, en kunstners arbejdsværelse, og et område der hovedsageligt er inspireret af patafysik. Ideen med raritetskabinetter har også været emnet for flere udgivelser og optrædener. Eksempelvis har bliver tidsskriftet Cabinet udgivet hvert 3. måned, hvor man sammenligner tilsyneladende urelaterede kulturelle genstande og fænomener, for at vise deres indbyrdes sammenhæng, for at fremme nysgerrighed. Den kulturelle italienske forening Wunderkamern bruger historiske raritetskabinetter til at undersøge, hvordan "forundring" bliver manifisteret i moderne kunstneres praksis. I maj 2008 var University of Leeds afdeling for Fine Art bachelor-uddannelse et show kaldet "Wunder Kammer", som kulminationen på de studerendes forskning, der tillod beskuerne at se værker fra forskellige discipliner som video, tegning og liveoptrædener.
Flere internetbloggere beskriver deres sider som wunderkammern, enten fordi de primært består af links til forskellige interessante ting, eller fordi de inspirerer til forundring på en lignende måde, som de oprindelige raritetskabinetter har gjort det. Forskeren Robert Gehl beskriver internetsider som YouTube som moderne raritetskabinetter, selvom der er fare for at de bliver brugt som kapitalistiske institutioner "ligesom professionelle kuratorer udviklede raritetskabinetterne til moderne museer i 1700-tallet."

## Yderligere læsning
- Under the Sign: John Bargrave as Collector, Traveler, and Witness, Stephen Bann, Michigan, 1995
- The Origins of Museums: The Cabinet of Curiosities in Sixteenth- and Seventeenth-Century Europe, ed. Oliver Impey and Arthur MacGregor, 2001, paperback, 431 pages, ISBN 1-84232-132-3
- Cabinets for the curious: looking back at early English museums, Ken Arnold, Ashgate, 2006, ISBN 0-7546-0506-X.
- Mr. Wilson's Cabinet Of Wonder: Pronged Ants, Horned Humans, Mice on Toast, and Other Marvels of Jurassic Technology, Lawrence Weschler, 1996, trade paperback, 192 pages, ISBN 0-679-76489-5 (see website link above)
- The Cabinet of Curiosities (novel), Douglas Preston and Lincoln Child, Warner Books, 2003, paperback, ISBN 0-446-61123-9.
- Helmar Schramm et al. (ed.). Collection, Laboratory, Theater. Scenes of Knowledge in the 17th Century, Berlin/New York 2005, ISBN 978-3-11-017736-7
- The Lure of Antiquity and the Cult of the Machine: The Kunstkammer and the Evolution of Nature, Art and Technology Horst Bredekamp (Allison Brown, translator) (Princeton: Marcus Weiner) 1995.